# Trygóna (Kardítsa)
Trygóna, en grec moderne : Τρυγόνα, est un village du dème de Mouzáki, district régional de Kardítsa, en Thessalie, Grèce.
Selon le recensement de 2011, la population du village compte 83 habitants.